# 이합체시
이합체시(離合體詩)는 시의 형식의 한 종류로, 각 구의 첫글자를 조합하면 다른 뜻의 말이 나타나는 것을 말한다. 소위 "세로 드립"은 이합체시의 일종이다.
서양권에서는 Acrostic(어크로스틱)이라 불리며 주로 시를 작성하는데 쓰인다. 강제 글쓰기 법(constrained writing) 중 하나로 기억법 중 하나로 쓰이기도 한다. 서양권 어크로스틱 중 유명한 것으로 그리스의 환호문 "하느님의 아들이자 구세주이신 예수 그리스도"(Ιησούς Χριστός, Θεού Υιός, Σωτήρ 예수스 크리스토스 테우 휘오스 소테르)로 각 단어의 첫 글자를 따 조합하면 익투스(ΙΧΘΥΣ)가 된다.
일본에서도 오리쿠(일본어: 折句)라고 해서 마찬가지로 시의 용법 중 하나로 쓰이고 있다.

## 예시

### 스쿨홀릭
아래 시는 대한민국의 웹 만화 《스쿨홀릭》의 218화에 등장하는 시 중 하나이다.
먹지 말라

고 하셨지만

떨리는 맘으로

어렵게 준비한

저희 마음
첫 글자를 조합하면 "먹고 떨어저"(먹고 떨어져)가 되어 비꼬는 듯한 말이 된다.

## 같이 보기
- 우리민족끼리 사이버 공격 사건
- 사토르 마방진